# 安東尼奧·多納魯馬
安東尼奧·多納魯馬（義大利語：Antonio Donnarumma；1990年7月7日—）是一位意大利足球運動員。在場上的位置是守門員。現效力於意大利足球丙級聯賽球隊沙蘭力坦拿。